# Alfredo Gangotena
Alfredo Gangotena y Fernández Salvador (Quito, 19 de abril de 1903-Quito, 23 de diciembre de 1944) conocido literariamente como Gangó fue un poeta ecuatoriano que escribió en francés y español. Sus inicios tienen lugar dentro del contexto modernista ecuatoriano, marcado por el simbolismo francés y el parnasianismo. Durante los años 1920, en París, Gangotena se relacionó de manera cercana con Max Jacob, Jean Cocteau, Jules Supervielle, y con los belgas Henri Michaux y Pierre Louis Flouquet. Tangencial a las vanguardias y los manifiestos de la época, su estética se nutre de la ciencia contemporánea, la exploración del catolicismo y el pensamiento de Nietzsche, Heidegger, Bergson, dentro de las corrientes de la "poesía del pensamiento" europea de la primera mitad del siglo XX.

## Biografía

### Orígenes y primeros años
Alfredo Gangotena nació en Quito el 19 de abril de 1903. Era hijo de Carlos Gangotena nacido en 1872 y Hortensia Fernández-Salvador Chiriboga nacida en 1868. Provenía de una familia de terratenientes de la provincia de Pichincha con propiedades en lo que en la actualidad corresponde a Puembo. Vivía con su familia en una casa ubicada en la calle García Moreno, junto a algunos familiares. Su educación primaria transcurrió en Quito cuando en 1909 entra en el colegio religioso católico Pensionado Elemental. Posteriormente en 1912 ingresaría al Colegio San Gabriel. A los catorce años ya mostraba inclinaciones literarias al publicar dos elegías sobre la Guerra Europea en la revista "La Alborada", de la cual también fue director. Ganaría junto a Eduardo Samaniego y Álvarez, el primer premio del concurso de poesía organizado por su escuela por su poema «Chant à la guerre d’Europe». Los dos poemas ganadores serán publicados en 1918.

### Estudios en Francia

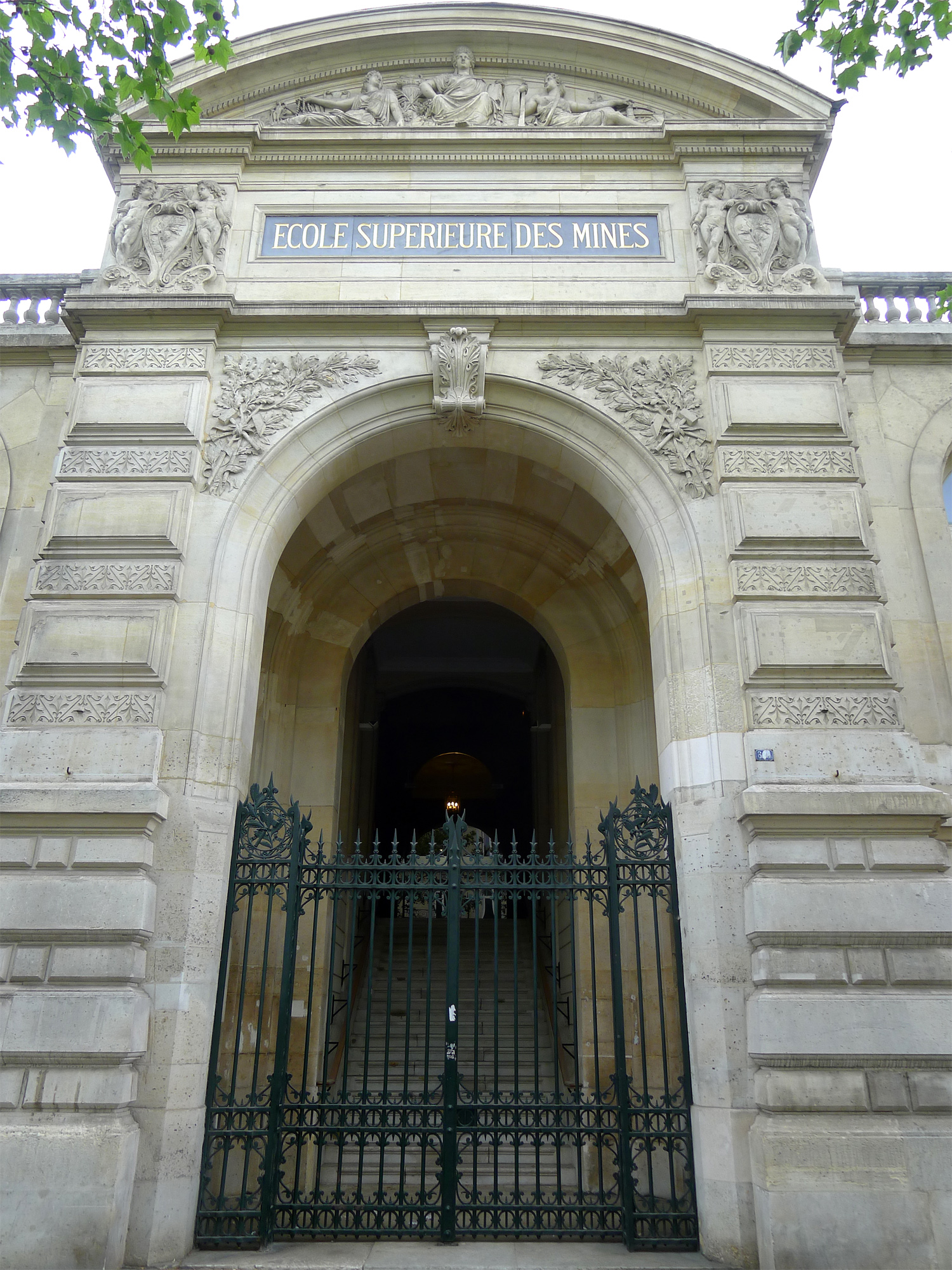
Escuela Nacional Superior de Minas

Su padre murió alrededor del año 1920 y motivado por su madre, Gangotena se trasladó a París a la edad de 16 años, en diciembre de 1921, para completar su educación secundaria en el Liceo Michelet y después en el Colegio Duvignon. Después para sus estudios superiores ingresó a la Escuela de Minas, con el tiempo ganando un grado de ingeniería de minería para cumplir los últimos deseos de su padre. En París, Jules Supervielle, Max Jacob y Jean Cocteau, con quienes mantenía fuertes lazos de amistad, le animaron a publicar su poesía. Gangotena formó parte de un grupo de escritores latinoamericanos que vivían en París y escribían en francés durante la primera parte del siglo XX. El grupo incluyó al chileno Vicente Huidobro, al peruano César Vallejo, y a su compatriota Jorge Carrera Andrade. A pesar de ser un hablante nativo de español, Gangotena logró dominar tan bien el idioma francés, que en 1922 el pintor Max Jacob le envió una carta después de leer uno de sus poemas en una revista literaria, en la que escribió: "El Espíritu Santo te ha bendecido Hace poco tiempo usted no sabía nada de la lengua francesa y ahora muchos escritores famosos codician su maravilloso uso de ella.

### Regreso a Ecuador

#### Viaje con Michaux
Gangotena conoció a Michaux por la introducción de Supervielle y juntos organizarían un viaje a Ecuador. La amistad con Supervielle y Michaux enriqueció mucho la obra de Gangotena. En especial con este último, quien lo apodó Gangó, comparte la entrega completa por la meditación poética. Además ambos escritores sufren de sus salud, ya que Michaux tenía insuficiencia cardiaca y anemia, a lo que se suma su deseo de no regresar a su país natal: Michaux abandona para siempre su aborrecida Bélgica por París, y Gangotena hace de París el lugar de su biografía. Decidieron juntos viajar a Ecuador, en compañía de sus amigos Monlezun, Mouradian, lo que condujo al diario de viajes de Michaux titulado Ecuador (1929). En aquella publicación el autor belga narra como diario de viaje su estancia en los Andes, la experiencia de conocer Quito, su vida con la familia Gangotena, dejando sus impresiones sobre la vida bucólica y tradicional que se vivía en ese país, aún cerca de la década de los treinta en el siglo pasado. Años más tarde Michaux viajaría con Supervielle a Uruguay, llegando así a conocer los países de sus dos amigos. A esto es importante recordar que Supervielle le dedicaría a Gangotena «Un homme à la mer», donde la voz poética habla de una experiencia marítima donde en lugar de hundirse en el agua, permanece de pie sobre las olas. Este poema aparece en Gravitations (1925).

#### Trayectoria literaria
La publicación de su primer poemario tendría como antescedente la edición de su poema "Veille" que sería incluida dentro de la revista parisina Le roseau D'Or el 1 de agosto de 1926 y que lo dedicaría a su amigo a Jean Cocteau. Con algunas modificaciones sería retomado para formar parte de Orogénie, libro que empezaría a editar a partir de su regreso a Ecuador. Para este entonces ya se encuentra en Ecuador después de siete años de vida en Francia, con veinticuatro años en un lugar que le resulta ajeno, razón por la cual decide enfocarse en mantener la correspondencia, y publicar Orogénie en París. Allí escribiría el poema Absence que lo dedicaría a «compañeros de exilio», es decir, Henri Michaux, André de Pardiac de Monlezun y Aram D. Mouradian, con quienes había viajado por Ecuador en 1927. Su poesía en Ecuador fue recibida de dos maneras, con admiración, especialmente por el poeta Gonzalo Escudero quien traduciría mucha de su obra y con "distancia vacilante" como sería el caso de Jorge Carrera Andrade. La segunda actitud fue la predominante en la mayoría, hasta que su obra empezaría a ser rescatada en la década de los sesenta, casi dos décadas después de su muerte.
En 1932 Gangotena se dedicaría a supervisar y administrar los negocios de su familia ya que tenían problemas de dinero debido a la Gran Depresión. Terminado el anterior periodo francés Gangotena se ve de nuevo instalado en los Andes. El contraste con París le provoca un fuerte remezón existencial, junto con la incomprensión de su medio cultural, dominado por la estética y las políticas del indigenismo. Con pocas excepciones, la intelectualidad ecuatoriana recibe fríamente la obra gangoteneana. En su referencial Índice de la poesía ecuatoriana contemporánea de 1936, el mayor promotor de la cultura en el Ecuador Benjamín Carrión, no menciona a Gangotena, quizá porque escribía en francés y estaba desconectado del medio. Esto sin embargo no dejó de ser curioso puesto que su obra fue reivindicada posteriormente por la crítica por su alta calidad. Los poetas Jorge Carrera Andrade y Gonzalo Escudero tradujeron su obra para que sea mucho más difundida.

#### Oposición al Tercer Reich

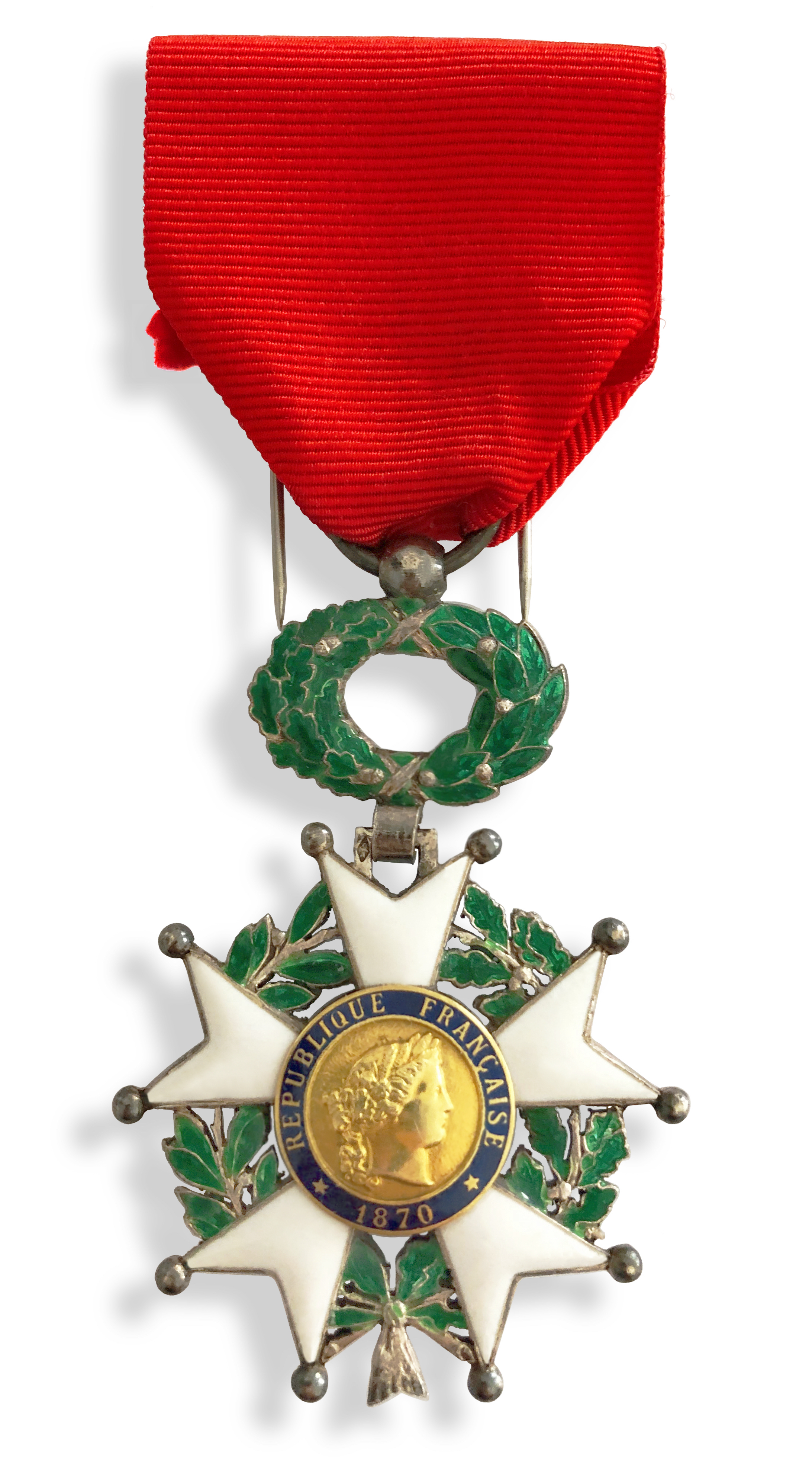
Francia lo condecoró como Caballero de la Legión de Honor

En 1936 regresó a Francia como Secretario de la Embajada de Ecuador, pero regresó a Quito un año después para enseñar matemáticas en la Universidad Central del Ecuador. En 1940 publicó su último libro, Tempestad secreta, que contiene su propia traducción de algunos de sus poemas del francés al español, e incluye algunos poemas escritos en español. Como contexto histórico, es importante recalcar que Gangotena regresa al Ecuador durante el desarrollo de la Segunda Guerra Mundial. En aquel tiempo, Alemania tenía dominio total sobre el ejército francés. Por eso Gangotena organizó protestas contra el régimen nazi en Quito, apoyando a la resistencia francesa. Sin importarle su enfermedad, fue el portavoz del Comité Francia Libre en Ecuador. Habló varias veces en la radio por la liberación de Francia. Afirmó que la nación francesa era una “patria espiritual”, pero sus pensamientos y ojos siempre se mantuvieron en su país natal, Ecuador.
Al respecto resumiría el rol de Gangotena, Jules Supervielle:

"Después de los horribles días de 1940, Gangotena se consagró a nuestra causa, hizo religión con Francia, por así decirlo. Abandonando sus negocios y sus estudios, dio todo su tiempo y todas sus fuerzas a nuestro país. Fue el porta voz del Comité de la Francia Combatiente en el Ecuador, ante las autoridades de su país, ante sus amigos y, especialmente, ante los enemigos de nuestra causa.  Es mi modesta contribución para mi patria espiritual, decía… Algunos momentos antes de su muerte, en la plenitud de su conciencia, pidió a su hermana, casada con el conde de Monlezun, partidario desde el principio del General de Gaulle, que le enterrase con esa Cruz de Lorena que siempre llevaba consigo."
Jules Supervielle sobre el liderazgo de Gangotena en el apoyo a Francia

Fue condecorado con la Cruz de Lorena, que pidió que la enterraran con ella, así como de la Legión de honor a título póstumo, en julio de 1946.

### Últimos años

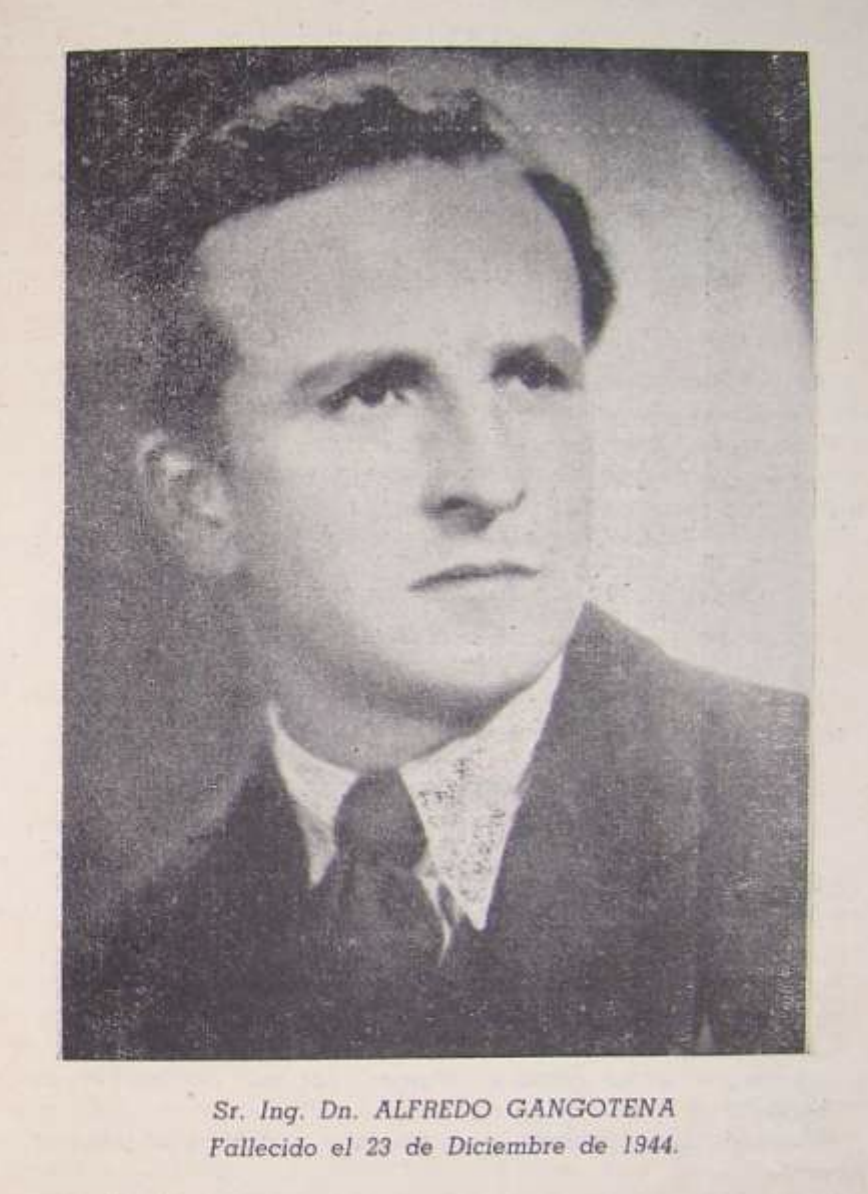
Alfredo Gangotena por homenaje a su fallecimiento en la Revista America

Alfredo Gangotena a lo largo de toda su vida tuvo una salud delicada. Durante sus últimos años pasó leyendo filosofía y estudiando matemática y física. Sus lecturas las complementaría con las notas del poema "Hermenéutica de la Perenne Luz" que no llegaría a terminar.Murió en Quito el 23 de diciembre de 1944 después de someterse a una apendectomía de emergencia, a la edad de 40 años.
Su salud fue un tema de investigación importante, puesto que forma parte central dentro de su biografía y de su obra. La investigadora Cristina Burneo analiza dos escenarios, el primero que Gangotena padecía de hemofilia y el segundo de lupus. Sobre la primera enfermedad, fue lo que se especuló inicialmente, sobre todo respecto a sus escritos: por ejemplo, en el poema "Ausencia" hace referencia constante a su sangre. Sin embargo, esto podría formar parte de la temática general de la poesía puesto que se alterna con referencias a la tierra. Por otro lado, existe la posibilidad de que haya padecido lupus, algo que en esa época y en Ecuador hubiera sido difícil de diagnosticar. Al respecto lo que se ha afirmado sobre el tema es simplemente que el poeta habitaba "un cuerpo enfermo". Sea cual fuere la causa, este tema impregna de manera continua su poesía y a través de su cuerpo se revive la experiencia del yo poético que desarrolla Gangotena a lo largo de todos sus libros.

## Obra poética

### Contexto histórico
Sus poemas Orogénie (1928), L'orage secret (1926-1927), Absence.1928-1930 (1932) -con excepción de los dos últimos fragmentos, en español-, Jocaste (1934), Cruautés (1935) y Nuit (1938) pertenecen al corpus francés. Hacia 1940, el poeta lleva a cabo un segundo cambio de lengua. El poemario en español Tempestad secreta es su último volumen conocido, junto con "Hermenéutica de Perenne Luz", poética inconclusa publicada póstumamente.
Fuera del contexto de la poesía ecuatoriana del siglo XX, se sitúa a Alfredo Gangotena junto a Henri Michaux, principalmente. Michaux fue invitado de Gangotena en su viaje de vuelta a Ecuador, resultado de lo cual fue su libro Ecuador. Journal de voyage. Asimismo, Jean Cocteau y Max Jacob "declararon" a Alfredo Gangotena uno de los grandes poetas de su generación en París, laurel que se truncó una vez que el joven escritor volvió a Quito y se vio imposibilitado de desarrollar su obra en París. Con excepción de una corta temporada en París y una en Santiago de Chile, en misiones diplomáticas, Gangotena vive en Quito hasta su muerte en 1944. Producto de su aislamiento y su marginalidad es el poderoso volumen de Absence. 1928-1930, sobre todo, pero también su producción sucesiva, marcada por una honda angustia existencial.

### Gangotena y la vanguardia

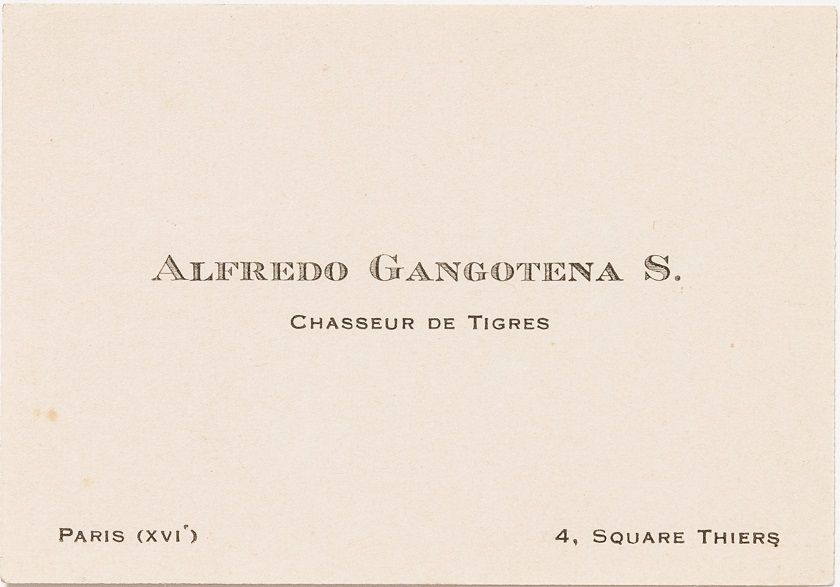

Gangotena, junto a escritores ecuatorianos como Jorge Carrera Andrade y Gonzalo Escudero son calificados como vanguardistas. A este grupo se le sumaría también el poeta Hugo Mayo y la primera etapa de Rumazo González. En general, la literatura de vanguardia es aquel corpus de textos surgidos bajo las premisas que el movimiento vanguardista ostentó en las primeras décadas del siglo XX. Los criterios por los que se guiaron las vanguardias implicaban un rechazo a las normas estéticas establecidas mientras que propugnaban por la experimentación y la búsqueda de que el arte refleje los cambios que se vislumbraban tanto en lo social como en lo específicamente cultural. Desde esta perspectiva, es correcto afirmar que los rasgos fundamentales de estas literaturas eran tener un carácter de gran innovación y orientarse a tópicos que no solo no eran tradicionalmente considerados como estéticos, sino que rayaban lo decadente. Además fueron una alternativa al realismo social que dominó la escena literaria durante la primera mitad del siglo XX en Ecuador. Estos autores vanguardistas serían después rescatados por la nueva ola literaria que se desarrolló en ese país desde la década de los sesenta en adelante.
Los críticos creen que es necesario entender la vida de Gangotena para comprender sus trabajos literarios. La información que se ha adquirido sobre el literato refleja la difícil y problemática relación familiar, puede ser que por eso aborde temas como la angustia y la muerte. En una conferencia dada por Rafael Tobago en la universidad pontifica del Ecuador, se concluye que Gangotena se acerca más a la vanguardia europea. No usa nada de literatura nativa, americanismo, indios; y es expresionista y superrealista, y su poesía es hermética, es decir, difícil de entender. Esto sin embargo omite las constantes referencias a la tierra que dan el carácter telúrico y americano a su poesía.

### La ciencia en la obra de Gangotena

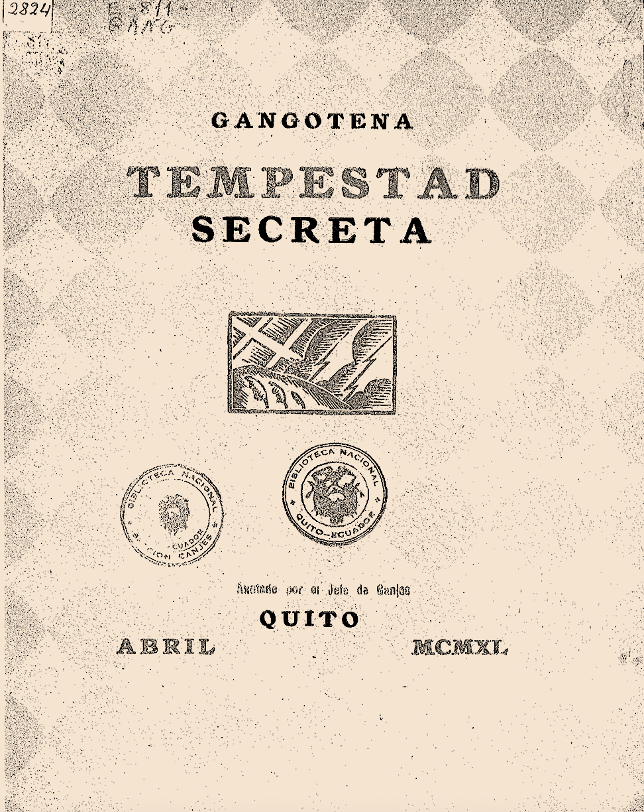
Tempestad secreta

La obra poética de Alfredo Gangotena se entrelaza con su formación científica. Sus estudios en ingeniería en minas dejaron una impronta duradera en su lenguaje poético, manifestándose en la incorporación de términos y conceptos propios de esta disciplina. Además, su pasión por las matemáticas, evidente en su admiración por Pascal y su interés compartido por la geometría, trascendió el ámbito académico para infiltrarse en sus versos, estableciendo conexiones entre la lógica abstracta y la sensibilidad poética. Su inquietud intelectual se extendía a otros campos científicos, como lo demuestra su estudio de la obra de Pasteur, según el testimonio de David García Bacca, con quien mantenía conversaciones sobre los avances científicos de la época.
Una de las manifestaciones más claras de la influencia científica en la poesía de Gangotena reside en su elección de un lenguaje técnico y especializado. Ejemplos de esto son sus poemas «Promenade sur le toit», o también «Periscopio». Este último no es una mera figura retórica, sino un símbolo cargado de significado científico y concebido por Gangotena, este instrumento que permite la observación indirecta, se convierte en la metáfora de la mirada del poeta que se distancia de la realidad tangible para explorarla desde su interioridad. De manera similar, el título de su poema «Orogénie» revela una apropiación consciente de un término geológico que designa el proceso de formación de las montañas. En este contexto, Gangotena no busca realizar un tratado científico, sino utilizar la precisión y la fuerza evocadora de este vocablo para explorar la génesis y la estructura de su propio universo poético, recurriendo incluso a nociones geométricas.  El poeta se acerca a la realidad como un fenómeno físico y sensorial, utilizando la precisión del vocabulario científico para describir y analizar sus percepciones.
Es famoso su poema "Cuaresma" donde afirma:

Oh Pascal:

El espíritu de aventura y de geometría,
Me aferra en avalancha
¡Y quizás no soy sino el acróbata
Sobre las geodésicas y los meridianos!
Pero igual que tú antaño, pequeño Blas,
De espaldas bajo las sillas,

Con gran estruendo muerdo los travesaños.
Alfredo Gangotena - Cuaresma

### Obra póstuma y traducción al español

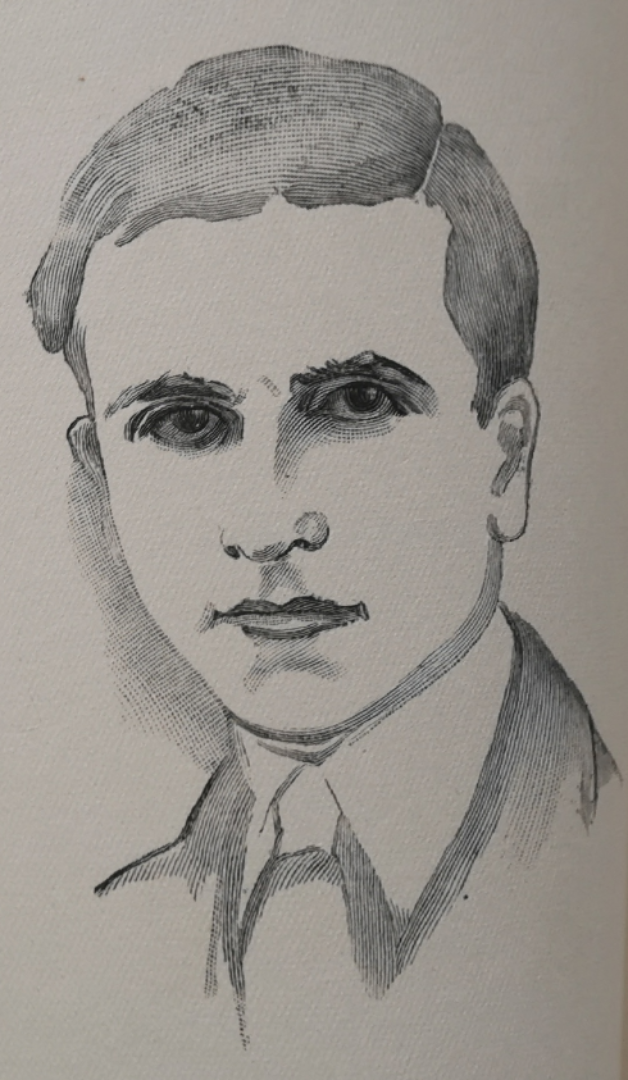
Retrato de Alfredo Gangotena por P.A. Bar, publicado en el libro Orogenie

La recuperación de la obra gangoteneana inicia con la traducción de su poesía en francés por parte de Gonzalo Escudero y Filoteo Samaniego para el volumen Poesía, editado por la Casa de la Cultura Ecuatoriana en 1956. Allí contribuye también uno de los amigos cercanos del poeta, David García Bacca, con uno de los textos más conocidos sobre Gangotena. Antes, Georges Pillement, en los veinte, y Eduardo Riofrío, en 1945, habían sido sus primeros traductores, pero sin incidencia permanente en la recepción de esta obra. En las décadas subsiguientes, Fernando Tinajero e Iván Carvajal, se dedican a la lectura de la obra gangoteneana. Margarita Guarderas de Jijón, Filoteo Samaniego, continúan con traducciones, y en los noventa y años 2000 se les suman otros como Verónica Mosquera y Cristina Burneo.
La primera tesis doctoral exhaustiva (1990) de la obra de Alfredo Gangotena es de la profesora chileno-francesa Adriana Castillo de Berchenko, quien la escribe en la Universidad de Perpiñán tras una amplia investigación en Ecuador, México, Chile, Bélgica, Francia. El archivo Berchenko es fundamental para abordar el estudio de la obra de Alfredo Gangotena. A ella se han sumado otros estudios, principalmente de Virginia Pérez, Cristina Burneo, Iván Carvajal (ver referencias), así como algunos en España (ver Jesús García Sánchez). Ha sido comparado con los poesta Huidobro y Moro por su producción en lengua francesa.

### Listado de publicaciones
- Orogénie (1928)
- L'orage secret (1926-1927)
- Absence.1928-1930 (1932)
- Jocaste (1934)
- Cruautés (1935)
- Nuit (1938)
- Tempestad secreta (1940)
- Hermenéutica de Perenne Luz (1940)

## Recepción y legado literario

### Restitución de Gangotena en el canon literario
Inicialmente Alfredo Gangotena no fue recibido en el ámbito literario de Ecuador. Las razones principales se encuentran en el hecho de que publicó en francés y de temas alejados de lo que en ese momento se consideraba "importante", es decir el realismo social. Como primera evidencia de este hecho suele presentarse la omisión de Gangotena hecha por Benjamín Carrión en el libro "Índice de la poesía ecuariana contemporánea" publicado en 1935.
En 1959, Carrera Andrade describiría cómo su obra aún no había sido tomada en cuenta, quince años después de su muerte:

Alfredo Gangotena es la mayor de las islas. Nadie ha explorado todavía su territorio de sombra, sus profundidades abisales, su fauna y su flora de misterio. Gangotena llamó acertadamente a sus dos últimos libros Tempestad secreta y Noche. En efecto, su poesía se oscurece de pronto, se ilumina de relámpagos internos, castiga con sus azotes líquidos, sacude y destruye los terrenos deleznables, dejando en pie solamente el acantilado ceñudo y sin edad.
Carrera Andrade sobre Gangotena

Esta actitud negativa se puede encontrar incluso en la actualidad en autores como Juan Valdano quien en su libro "Identidad y formas de lo ecuatoriano" publicado en 2005 consideró que Gangotena al haber escrito en francés logró un "doble fracaso" ya que en Ecuador no lo leyeron y en Francia lo olvidaron pronto.
A pesar de esto, con el tiempo la crítica literaria ha logrado integrar a Gangotena dentro del canon de dicho país y los estudios sobre su obra han aumentado y su recepción ahora es más positiva. Primero, a través de las traducciones de Gonzalo Escudero se logró difundir mucho más su obra y en la actualidad, además, la crítica literaria Cristina Burneo también ha ayudado a penetrar en su contenido con varios libros dedicados a su obra como "Acrobacia del cuerpo bilingüe", "Amistad y traducción en la construcción biográfica de Alfredo Gangotena", entre otros. Al momento ya no se lo considera un autor que escribió en francés sino un poeta bilingüe, algo que tiene precedentes en Ecuador puesto que existen varios poetas que han publicado anteriormente poemas en otros idiomas, especialmente en italiano y latín como es el caso de los Jesuitas quiteños del extrañamiento. Por esta razón Iván Carvajal llegó a calificarlo como un poeta del extrañamiento haciendo referencia a estos jesuitas expulsados del siglo XVIII.
Carvajal incluso ha destacado la capacidad para renovar la poesía de Gangotena por sobre poetas importantes como Gonzalo Escudero y Carrera Andrade:

Gangotena no es un poeta barroco, ni tampoco un poeta religioso católico como lo entendieron algunos de sus contemporáneos ilustrados. En su obra, Gangotena pone en crisis la continuidad de la cultura y el pensamiento barrocos al acercar su poetizar a un pensamiento de hondo sentido existencial, influenciado por la poesía moderna y por filósofos como Kierkegaard, Nietzsche y, más tarde, hacia el final de su vida, por Heidegger. Algunos aspectos constructivos del poema, ligados a la imaginación vanguardista y al moderno uso de los tropos (tanto en el plano de la expresión como en el del contenido), el nihilismo y la crisis espiritual de la época, con su consiguiente carga de angustia existencial y agonía, empiezan a vislumbrarse en los modernistas ecuatorianos, pero dominarán ya la escritura de Gangotena. Esa profunda renovación de la escritura poética emerge, con tonalidades menos extremas, en la poesía de Carrera Andrade y Escudero.
Carvajal - A la zaga del animal imposible

Además, desde los ochenta y noventa ha existido un incremento significativo en las publicaciones y estudios críticos sobre Gangotena, siendo aceptado incluso por sociólogos como Agustín Cueva quien en sus escritos destacaba el realismo social por sobre el vanguardismo, por ejemplo de Pablo Palacio, afirmando que "avanzada la década de los veinte, los autores ecuatorianos ya habían tenido tiempo de conocer (y desconfiar de) movimientos vanguardistas como el cubismo y el futurismo, dadaísmo y el surrealismo, el constructivismo y demás vanguardismos europeos." Cueva quien además se había mostrado muy crítico de la obra de Gonzalo Zaldumbide afirmando que Égloga trágica "inaugura nuevamente una nueva etapa de realística feudal en nuestro país", terminaría aceptando el valor de la poesía de Gangotena destacando su "fuerza telúrica muy americana".

### Homenaje en Francia
Después de 70 años de su muerte se celebró un homenaje en Francia al poeta ecuatoriano. Se conmemoró su obra literaria en París. El miércoles 30 de septiembre de 2014, el programa Rutas Cervantes destacó los trabajos literariores del ecuatoriano Así mismo fue conmemorado por escritores franceses, en un ensayo de Rémy Durand y Juan Salazar Sancist, quienes sostienen: “Aunque Alfredo Gangotena ha dejado este mundo, dejó al final de su corta existencia, una obra poética de gran riqueza, la cual continuará inspirando a las generaciones futuras y transmite un sentimiento de recuerdo profundo como compromiso tanto con Ecuador y Francia.”

## Nuevas ediciones
- Orogénie et autres poèmes français, edición establecida y prologada por Émilien Sermier, Paris, L'oncle d'Amérique, 2025, XLIV-222p.[38]